# Майоров Прокіп Васильович
Прокіп Васильович Майоров (1899, село Соколово Московської губернії, тепер Московської області, Російська Федерація — 26 серпня 1950, місто Москва, тепер Російська Федерація) — радянський державний діяч, заступник голови Ради міністрів Російської РФСР. Депутат Верховної ради РРФСР 1—2-го скликань.

## Життєпис
Народився в родині слюсаря. Навчався у сільській школі. У тринадцятирічному віці разом із родиною переїхав до Москви. Працював учнем слюсаря в одній із московських слюсарних майстерень.
З 1918 року служив у Червоній армії, брав участь у громадянській війні в Росії. У складі 1-го батальйону 44-го робітничого полку РСЧА воював на Південному фронті.
У 1922 демобілізувався із армії, повернувся до Москви і влаштувався працювати слюсарем заводу.
Член ВКП(б) з 1926 року.
У 1927 році вступив на робітничий факультет Ломоносовського інституту в Москві. У 1927 році був обраний членом Московської ради.
Пізніше перебував на господарській роботі, був начальником ремонтно-будівельної контори в Москві.
У 1932—1937 роках — секретар та заступник голови виконавчого комітету Октябрської районної ради міста Москви;  заступник голови виконавчого комітету Свердловської районної ради міста Москви.
28 вересня 1937 — 23 березня 1938 року — голова виконавчого комітету Свердловської районної ради міста Москви.
23 березня 1938 — 11 квітня 1939 року — начальник Московського міського житлового управління.
14 лютого 1939 — 7 серпня 1942 року — заступник голови виконавчого комітету Московської міської ради депутатів трудящих. Під час німецько-радянської війни неодноразово виїжджав на фронт та об'єкти військового будівництва у складі комісій Московського міського комітету ВКП(б).
7 серпня 1942 — 13 червня 1946 року — секретар виконавчого комітету Московської міської ради депутатів трудящих.
13 червня 1946 — 14 липня 1947 року — заступник голови виконавчого комітету Московської міської ради депутатів трудящих. 
12 липня 1949 — 26 серпня 1950 року — заступник голови Ради міністрів РРФСР.
Помер 26 серпня 1950 року після важкої хвороби в Москві. Похований на Новодівочому цвинтарі Москви.

## Нагороди і відзнаки
- орден Вітчизняної війни І ст.
- орден Трудового Червоного Прапора
- орден Червоної Зірки
- орден «Знак Пошани»
- медаль «За оборону Москви»
- медаль «За доблесну працю у Великій Вітчизняній війні 1941—1945 рр.»
- медаль «За трудову доблесть»